# 布里克瑟姆
布里克瑟姆（Brixham，/ˈbrɪksəm/）是英格兰西南部德文郡的一个渔业小镇和民政教区，属于托贝单一管理区。海湾对面是托基。主要产业是渔业和旅游业。2001年有人口16,693人。

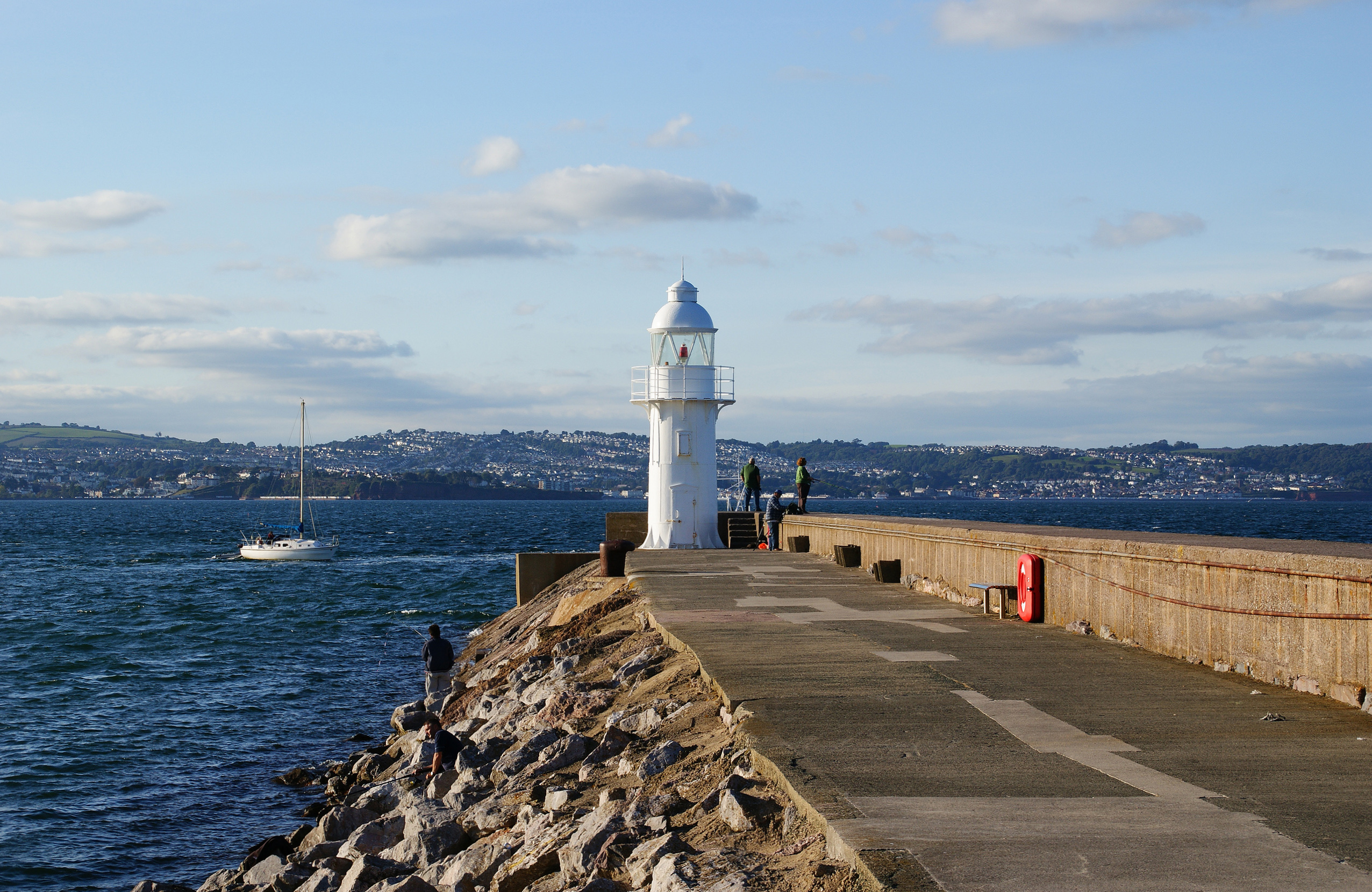
灯塔